# Campionati mondiali di sci alpino 1935
I Campionati mondiali di sci alpino 1935 si svolsero a Mürren in Svizzera.

## Uomini

### Discesa libera
| Posizione | Atleta         | Nazione  |
| --------- | -------------- | -------- |
| 1         | Franz Zingerle | Austria  |
| 2         | Émile Allais   | Francia  |
| 3         | Willi Steuri   | Svizzera |

### Slalom
| Posizione | Atleta           | Nazione  |
| --------- | ---------------- | -------- |
| 1         | Anton Seelos     | Austria  |
| 2         | David Zogg       | Svizzera |
| 3         | Friedl Pfeiffer  | Germania |
|           | Francois Vignole | Francia  |

### Combinata
| Posizione | Atleta       | Nazione  |
| --------- | ------------ | -------- |
| 1         | Anton Seelos | Austria  |
| 2         | Émile Allais | Francia  |
| 3         | Birger Ruud  | Norvegia |

## Donne

### Discesa libera
| Posizione | Atleta        | Nazione  |
| --------- | ------------- | -------- |
| 1         | Christl Cranz | Germania |
| 2         | Hady Pfeiffer | Germania |
| 3         | Anny Rüegg    | Svizzera |

### Slalom
| Posizione | Atleta          | Nazione  |
| --------- | --------------- | -------- |
| 1         | Anny Rüegg      | Svizzera |
| 2         | Christl Cranz   | Germania |
| 3         | Käthe Grasegger | Germania |

### Combinata
| Posizione | Atleta          | Nazione  |
| --------- | --------------- | -------- |
| 1         | Christl Cranz   | Germania |
| 2         | Anny Rüegg      | Svizzera |
| 3         | Käthe Grasegger | Germania |

## Medagliere
| Pos | Nazione  | Oro | Argento | Bronzo | Totale |
| --- | -------- | --- | ------- | ------ | ------ |
| 1   | Austria  | 3   | 0       | 0      | 3      |
| 2   | Germania | 2   | 2       | 3      | 7      |
| 3   | Svizzera | 1   | 2       | 2      | 5      |
| 4   | Francia  | 0   | 2       | 1      | 3      |
| 5   | Norvegia | 0   | 0       | 1      | 1      |